# Seznam argentinskih košarkarjev
Seznam argentinskih košarkarjev.

## B
- Adrián Boccia
- Matias Bortolin

## C
- Facundo Campazzo

## D
- Carlos Delfino
- Marcos Delía

## E
- Pablo Espinoza

## F
- Juan Fernández
- Oscar Furlong

## G
- Emanuel Ginobili
- Franco Giorgetti
- Juan Pedro Gutiérrez
- Leonardo Gutiérrez

## J
- Hernán Jasen

## K
- Federico Kammerichs

## L
- Federico Van Lacke
- Nicolás Laprovíttola
- Martín Leiva
- Rafael Lledó

## M
- Leo Mainoldi
- Marcos Mata

## N
- Andrés Nocioni

## O
- Fabricio Oberto

## P
- Pablo Prigioni

## S
- Selem Safar
- Carlos Sandes
- Luis Scola (Luis Alberto Scola Balvoa)
- Hugo Sconochini

## T
- Diana Taurasi

## U
- Juan Carlos Uder

## V
- Roberto Viau